# Pochów
Pochów (392 m n.p.m.) – wzgórze położone w zachodniej części Pogórza Wielickiego.
Wzgórze usytuowane pomiędzy odnogą Lanckorońskiej Góry a doliną Skawinki. Większa część wzgórza jest zajęta przez pola uprawne oraz zagrody wiejskie. Jedynie sam szpiczasty szczyt jest zalesiony.
Punkt widokowy znajdujący się na wzgórzu roztacza się na: Pogórze Wielickie, Beskid Średni oraz Beskid Żywiecki.
Szczyt administracyjnie znajduje się na terenie wsi Podchybie.